# Supernova (film)
Supernova – amerykańsko-szwajcarski film fantastycznonaukowy z 2000 roku.

## Obsada
- James Spader – Nick Vanzant
- Angela Bassett – Dr Kaela Evers
- Robert Forster – A.J. Marley
- Lou Diamond Phillips – Yerzy Penalosa
- Peter Facinelli – Karl Larson
- Robin Tunney – Danika Lund
- Wilson Cruz – Benj Sotomejor
- Eddy Rice Jr. – Flyboy
- Knox White – Troy Larson
- Kerrigan Mahan – Troy Larson (głos)
- Vanessa Marshall – Sweetie (głos)

## Fabuła
Statek kosmiczny Nightingale przemierza kosmos, by nieść pomoc innym. Kapitanem statku jest Nick Vanzant, były narkoman. Członkowie załogi otrzymują kolejne wezwanie o pomoc. Znajdują jedynego ocalałego z katastrofy w kopalni i obcą formę życia. Nagle zostają wciągnięci w grawitację supernowej. Muszą znaleźć sposób, by przeżyć.